# Montagny-en-Vexin
Montagny-en-Vexin je francouzská obec v departementu Oise v regionu Hauts-de-France. V roce 2010 zde žilo 593 obyvatel.

## Vývoj počtu obyvatel
Počet obyvatel 